# Carleton Rode
Carleton Rode – wieś w Anglii, w hrabstwie Norfolk, w dystrykcie South Norfolk. Leży 20 km na południowy zachód od Norwich i 139 km na północny wschód od Londynu.
Miejscowość liczy 727 mieszkańców.